# Stara Przysieka
Stara Przysieka – osada w Polsce położona w województwie wielkopolskim, w powiecie kościańskim, w gminie Kościan.
Miejscowość dała nazwę stacji Przysieka Stara.